# خوان خيسوس أكينو كالفو
خوان خيسوس أكينو كالفو (بالإسبانية: Juan Jesús Aquino Calvo)‏ هو سياسي مكسيكي، ولد في 27 أغسطس 1975 في المكسيك. حزبياً، نشط في حزب العمل الوطني. وقد انتخب عضو مجلس النواب المكسيك.